# Ophiusa crameri
Ophiusa crameri là một loài bướm đêm trong họ Erebidae.